# Khủng hoảng Bắc Triều Tiên 2017–18
Cuộc khủng hoảng Triều Tiên 2017–18 bắt đầu khi Cộng hòa Dân chủ Nhân dân Triều Tiên (còn gọi là Triều Tiên hoặc Bắc Triều Tiên) tiến hành một loạt các cuộc thử nghiệm hạt nhân và hạt nhân đã chứng minh khả năng phóng tên lửa đạn đạo của nước này vượt ra ngoài khu vực xung quanh và cho rằng khả năng vũ khí hạt nhân của Triều Tiên đang phát triển với tốc độ nhanh hơn bởi cộng đồng tình báo Mỹ. 
Điều này, cùng với một cuộc tập trận quân sự liên Mỹ - Hàn Quốc thường xuyên được thực hiện vào tháng 8 năm 2017, cũng như các mối đe dọa của Hoa Kỳ, đã gây ra những căng thẳng quốc tế trong khu vực và hơn thế nữa. Trong năm 2017, Triều Tiên đã tiến hành thử nghiệm hạt nhân lần thứ sáu vào đầu tháng 9, và các bên lời qua tiếng lại, gây ra những lo ngại về một cuộc chiến có thể xảy ra.
Tuy nhiên, vào đầu năm 2018, căng thẳng bắt đầu giảm đi đáng kể, với việc Triều Tiên thông báo khôi phục đường dây nóng Seoul-Bình Nhưỡng và đồng ý tổ chức đàm phán với Hàn Quốc về việc tham gia Thế vận hội mùa đông 2018 tại Pyeongchang. Hoạt động ngoại giao phát triển mạnh trong vài tháng tới, với việc đình chỉ các cuộc thử nghiệm hạt nhân và tên lửa của Triều Tiên, và hội nghị thượng đỉnh liên Triều cuối tháng 4, đỉnh điểm trong việc ký kết Tuyên bố Bàn Môn Điếm vào ngày 27/4/2018. Một cuộc hội nghị thượng đỉnh song phương chưa từng thấy giữa Kim và Trump đã được tổ chức tại Singapore vào ngày 12 tháng 6 năm 2018. Nó kết quả trong một tuyên bố chung kêu gọi "phi hạt nhân hóa bán đảo Triều Tiên".